# Malines
Malines (neerlandès i oficial: Mechelen, francès: Malines, Alemany: Mecheln, Anglès: Mechlin, vell, poc usat) és una ciutat de Bèlgica, de la província d'Anvers i de la regió Flamenca, regat pel riu Dijle. Tenia 80.176 habitants el 2008. És la seu de l'Arquebisbat de Mechelen-Brussel·les.

## Història
La primera menció escrita data de l'any 1008. Des del temps medieval coneix una indústria de la llana, de la tapisseria i més tard del moble. Al segle xvi va ser breument capital dels Països Baixos. Fins al 1795 era la capital de la Senyoria de Mechelen, una de les Disset Províncies. L'any 1835, el primer ferrocarril belga i primer de l'Europa continental, la línia Brussel·les-Mechelen va inaugurar-se. La ciutat va ser durant molt anys el centre de la xarxa ferroviària belga. Els tallers centrals de la NMBS (‘Centrale Werkplaatsen van de NMBS') que s'hi van construir van contribuir al desenvolupament econòmic modern. Avui la ciutat té una indústria diversificada amb moltes PIMEs. Té una vida cultural rica i és cèlebre pera la seva escola de carilló (‘Beiaardschool'), creada per Jef Denyn, única al món.

Escut d'armes
Bandera

### Orígens del Senyoriu de Mechelen
Els primers indicis d'assentament humà es remunten al 500 aC a l'àrea on actualment es troba el Zandpoortvest i la Douaneplein i existeixen vestigis de l'existència d'un poblat gálico-romà a la zona de l'actual Korenmarkt. La primera constància escrita de la ciutat és de l'any 870, en què Mechelen apareix en l'inventari de terrenys pertanyents al regne franc oriental.
La cristianització de Mechelen és realitzada el segle VII o VIII per Sant Mechelen, un monjo vingut d'Irlanda i martiritzat a Mechelen, en honor seu es construeix una abadia, probablement en el mateix lloc on posteriorment es va erigir una catedral, també en honor seu. Les parets de la catedral descriuen amb una sèrie d'imatges la seva vida llegendària i miracles.
No es coneix amb certesa en quin moment va ser creat el Senyoriu de Mechelen, però sí que al segle X pertany als prínceps-bisbes de Lieja. Després de la formació del ducat de Brabant, Mechelen roman com un enclavament de Lieja, els enfrontaments entre Lieja i Brabant es tradueixen en la concessió de gran nombre de privilegis que contribueixen a la prosperitat de la ciutat. El 1333, Mechelen és venuda al comte Lluís I de Flandes, quedant des de llavors el senyoriu de Mechelen lligat als títols del Comte de Flandes.

### Període Borgonyó
La neta de Lluís I, Margarida III de Flandes, es casa amb Felip de Valois, Duc de Borgonya i quan el net d'aquesta, Felip el Bell, acaba unificant els territoris en el que es coneixerà com les disset províncies, Mechelen passa a formar part del Ducat de Borgonya.
El fill de Felip el Bo, Carles el Temerari, decideix dirigir d'una manera moderna i centralitzada el territori. Per raó de la seva cèntrica situació i la seva tradició d'autonomia judicial, tria Mechelen per fundar la  Cambra Central de Comptes  i el  Parlament de Mechelen  (Tribunal Suprem) el 1473, dos importants institucions de govern que van ser clausurades quan, després de la seva mort el 1477, el succeeix la seva filla Maria de Borgonya.
La vídua de Carles el Temerari, Margarida de York, decideix traslladar-se a Mechelen, on estableix una cort de gran activitat cultural i científica, promou les relacions amb Anglaterra, dona suport a la naixent impremta i s'encarrega de l'educació dels seus nets Felip (el Bell) i Margarida.
A Mechelen romandran també els fills de Felip el Bell i Joana I de Castella quan, el 1504, aquesta es converteix en Reina de Castella, encomanant la seva educació a Margarida d'Àustria, la germana de Felip.
En 1504, Felip IV de Borgonya (Felip el Bell) torna a erigir el Tribunal Suprem de Mechelen, convertint Mechelen en seu de la cort de l'estat borgonyó. L'apogeu de la cort de Mechelen tindrà lloc poc després quan Margarida d'Àustria és nomenada governadora, primer del Ducat de Borgonya i, després, dels Països Baixos. En 1530 mor Margarida d'Àustria i l'emperador Carles V nomena governadora a Maria d'Hongria, la seva germana, que trasllada la cort a Brussel·les.

### Domini dels Habsburg
El 1559 Mechelen es converteix en arxidiòcesi, posteriorment redenominada com a arxidiòcesi de Mechelen-Brussel·les. En aquesta època els enfrontaments a causa de la Reforma i la Contrareforma fan que la ciutat sigui saquejada, primer el 1572 per les tropes espanyoles durant l'anomenada Fúria espanyola, conduïda com a expedició punitiva per Frederic, fill del duc d'Alba i després per les angleses, el 1580. Cosa que provoca que gran quantitat de monestirs i el Gran beguinatge es traslladin a l'interior del recinte emmurallat.
El segle xvii és un període de calma i prosperitat econòmica i cultural. La nit del 27 al 28 gener 1687 un succés va donar un nou sobrenom als habitants de la ciutat. En aquesta nit un veí va donar l'alarma que hi havia foc a la part alta de la torre de Sant Mechelen, de manera que els veïns, carregats amb galledes, van pujar ràpidament les escales per descobrir que no era més que un reflex vermellós de la lluna. La llegenda local afegeix que l'alcalde, sufocat, va donar ordre d'ocultar l'assumpte, però l'anècdota es va estendre i es va fer tan popular que des de llavors es coneix als habitants de la ciutat per la singular  gesta  d'intentar apagar la lluna, passant a ser coneguts com a maneblussers, que podria traduir-se com  els apagallunes .
Després del Tractat d'Utrecht de 1713, Mechelen, juntament amb la resta dels Països Baixos del sud, passa a ser governada pels Habsburg austríacs. Durant la segona meitat del segle, la ciutat pateix un cert declivi provocat per la manca d'ingressos de les taxes de navegació pel riu Dijle, que ocasiona la creació del canal de Lovaina-Dijle i per la supressió de certes ordes religiosos que realitza Josep II, entre les quals hi havia la dels Jesuïtes, que des del segle xvi havien contribuït al desenvolupament cultural de la ciutat.

### Edat moderna
Entre 1794 i 1815 té lloc l'ocupació francesa, però també l'expansió de les idees revolucionàries, que comporten una sèrie de reformes polítiques i urbanístiques que promouen la industrialització de la ciutat. Entre aquestes mesures hi ha la derogació del Senyoriu de Mechelen, convertint-se en una ciutat més. Després de la derrota de Napoleó, els Països Baixos del sud ja no tornen als Habsburg, sinó que es produeix una reunificació dels Països Baixos sota Guillem I, la ciutat prospera econòmicament, encara que les tensions i les maniobres de França, el Regne Unit i el Vaticà, provoquen l'escissió el 1830 del regne de Bèlgica.
El 1835, es crea entre Brussel·les i Mechelen la primera línia de ferrocarril del continent europeu. Durant anys serà Mechelen el punt central de la xarxa de ferrocarrils Belgues i seu del taller central ferroviari. Això va contribuir al desenvolupament industrial.
Durant les guerres mundials, la ciutat pateix bastants danys. Posteriorment, molts monuments són reconstruïts, però no el rellotge de la torre de la catedral, la seva absència segueix recordant als Mechelenes les ferides de la guerra.

## Monuments

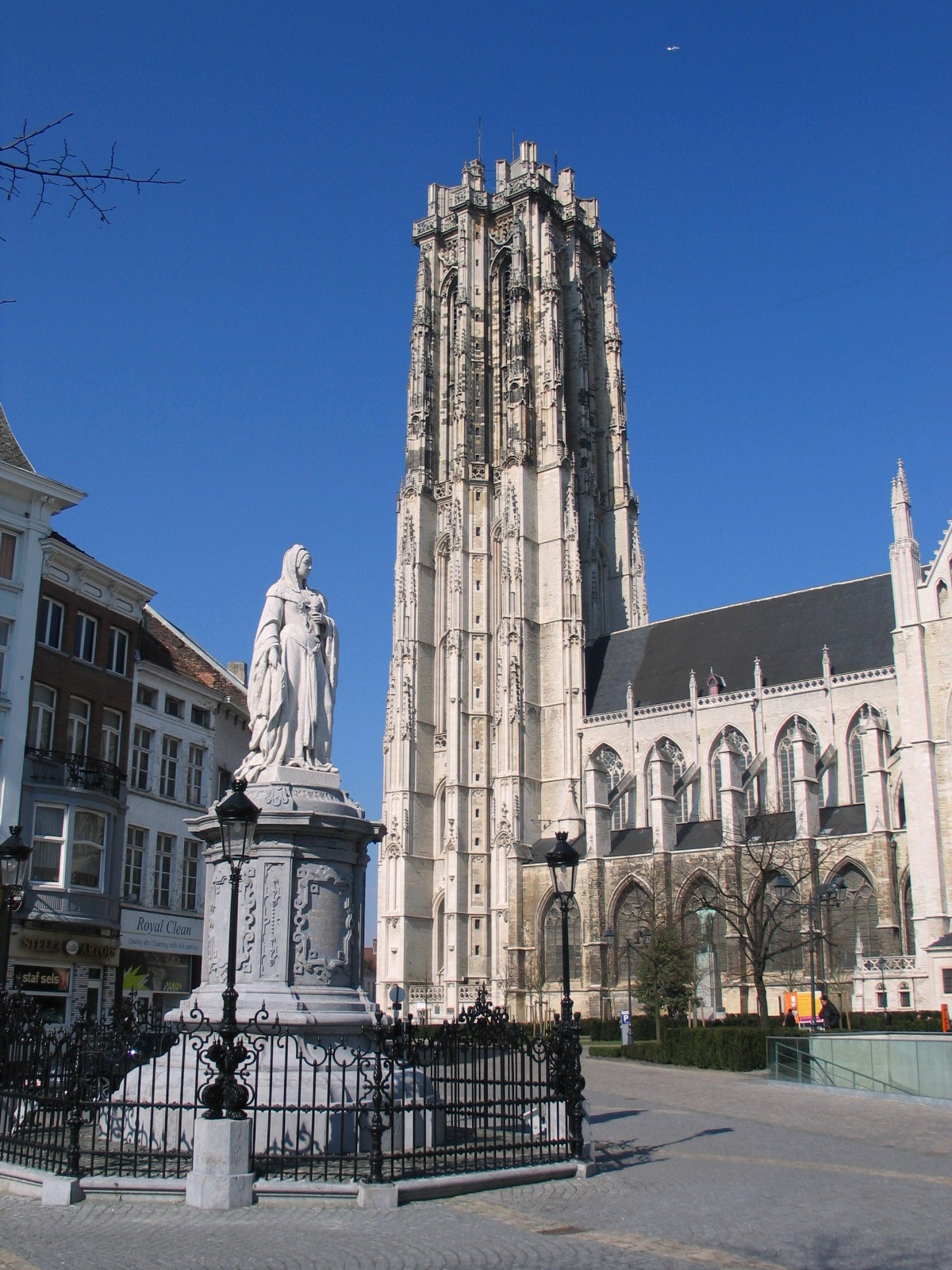
Catedral i estàtua de Margareta d'Àustria

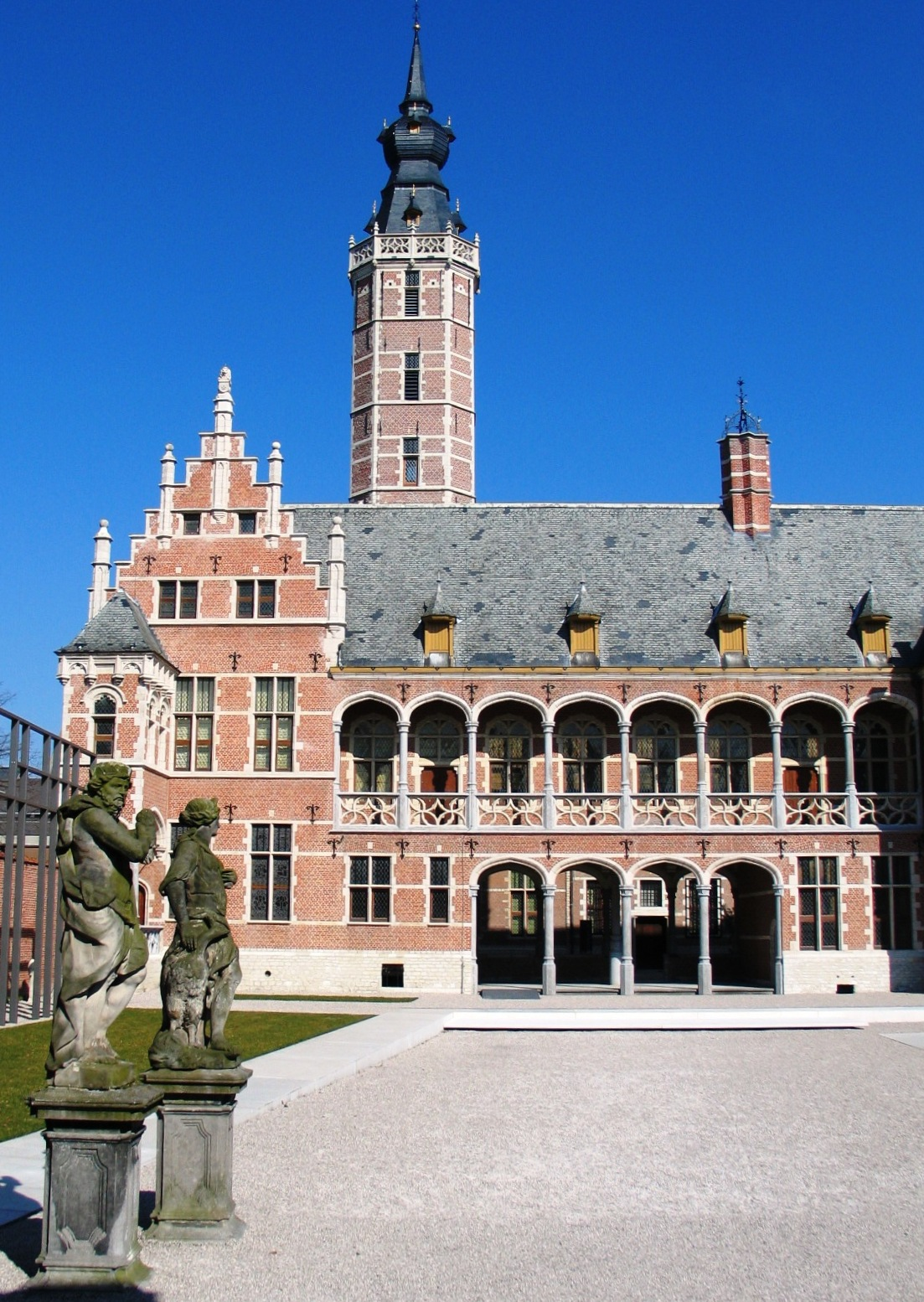
Het Hof van Busleyden

- La catedral coneguda pels seus dos carillons
- La basílica de la Senyora de Hanswijk de l'arquitecte Lucas Faydherbe
- L'església Sant-Joan
- Het Klein en het Groot Begijnhof (‘Els beguinatges menor i major’)
- La casa de la vila i la talaia o belfort
- El palau Hof van Savoye, àntiga residència de Margareta d'Áustria, actualment palau de justícia.

## Museus
- L'edifici noble Hof van Busleyden
- Speelgoedmuseum: museu de les joguines
- El museu jueu de la deportació i de la resistència
- De Mijlpaal: museu de la història ferroviària
- Het Anker: Museu de la fàbrica de cervesa

## Altres punts d'interès
- El jardí botànic amb l'estàtua de l'herborista Rembert Dodoens
- Planckendael: l'extensió del zoo d'Anvers, amb moltes espècies en llargs ambients naturals, famosa pel seu projecte per la protecció i l'estudi dels simis bonobo.

## Gastronomia
- Mechelse koekoek: una raça de pollastres
- Gouden Carolus: una cervesa

## Fills il·lustres
- Philipp de Mons (1521-1603) compositor i madrigalista
- Philippe Couplet (1623 - 1693) jesuïta missioner a la Xina
- Egide Walschaerts (1820-1901), enginyer ferroviari i empresari